# Церква Введення в храм Пресвятої Богородиці (Куропатники)
Церква Введення в храм Пресвятої Богородиці в Куропатниках — парафія і храм Бережанського благочиння Тернопільської єпархії Православної церкви України в селі Куропатники Тернопільського району Тернопільської области.
Оголошена пам'яткою архітектури місцевого значення.

## Історія церкви
У 1936–1937 роках за настоятеля священника Петра Пастуха, замученого НКВС у 1940 році, за кошти парафіян і священника було збудовано храм Введення в храм Пресвятої Богородиці. Дзвіниця існує з 1745 року. У 1939 році на місці згорілої святині спорудили хрест до 950-річчя хрещення Русі.
У 1988 році село відзначило храмовий празник та 1000-ліття хрещення Русі. У 1989 році відбулося посвячення хреста на відновленій могилі січового стрільця Михайла Артиматюка. У 1991 році при в'їзді до села освятили відновлену капличку.
У 2004 році біля храму збудували капличку Божої Матері (скульптор — Володимир Красновський) — місце для освячення води. Ще одну капличку Божої Матері збудували при в'їзді до села у 2009 році стараннями Миколи Фльонца та його синів. Її освятили священники ПЦУ та УГКЦ Іван Сіверський і Михайло Квасниця. У 2006 році на храмовий празник парафію відвідав єпископ Тернопільський і Бучацький Нестор.

## Парохи
- о. Петро Пастух,
- о. Ілля Залуцький,
- о. Бемко (ім'я невідоме),
- о. Соломка (ім'я невідоме),
- о. Микола Люшняк,
- о. Микола Розумний,
- о. Людвік Гасько,
- о. Роман Смулка,
- о. Іван Тивоняк,
- о. Олексій Блашків,
- о. Іван Сіверський (з 1988).